# Iglesia de San Pedro de la Rúa (Estella)
La iglesia de San Pedro de la Rúa en Estella (Navarra) está situada frente al Museo Gustavo de Maeztu, donde se alza una escalinata que lleva hasta la portada de este monumento que ya en el siglo XIII era conocido como San Pedro el Mayor. Se le menciona como parroquia desde 1174, aunque es posible que existiera anteriormente. En 1256 alcanzó el título de iglesia mayor de la ciudad.
La fachada data de mediados del siglo XIII, con grandes similitudes con las portadas de las cercanas iglesias de San Román de Cirauqui, y la de Santiago en Puente la Reina.
En sus capiteles y arquivoltas encontramos una rica decoración de carácter vegetal, geométrico y figurativo. Sobre las jambas de la puerta una rica figuración de origen clásico y de tipo escatológico, con sirena, centauro, arpías y grifos.
El interior presenta formas constructivas originadas en el último cuarto del siglo XII, de cuando se conserva la cabecera del templo. Las naves son del siglo XIII y el ventanal de tracería gótica, situado en el muro norte de la iglesia, en su primer cuerpo y dentro de la torre, del siglo XV. Las cubiertas de las naves son de los siglos XVI y XVII. Cobija diversas obras entre las que cabe destacar el retablo de la Virgen del Rosario (primera mitad del siglo XVII), en cuya hornacina central se encuentra una imagen de la Virgen de la O, datable en el siglo XIV.
La capilla de San Andrés, patrono de la ciudad, está construida con formas barrocas a partir de 1706. El retablo, realizado a finales del siglo XVIII, es una fábrica de estilo rococó.
Destaca el retablo del Crucificado, del siglo XVII, que contienen en su hornacina principal una talla del Cristo en la cruz de carácter románico, datable en el siglo XIII. En el Presbiterio se encuentra una imagen de la Virgen de Belén, talla de finales del siglo XIII, procedente de la cercana iglesia del Santo Sepulcro. Otros retablos son el de San Nicolás y el de la Santísima Trinidad, fábrica del siglo XVII.
En el sotocoro, bajo el ventanal de la torre, se halla una bella sillería barroca y una pila bautismal de factura propia del siglo XII, único objeto litúrgico del edificio primitivo. Sobre las paredes cuelgan lienzos atribuibles al siglo XVII, de desigual calidad técnica.
El claustro, de planta cuadrada y del que sólo se conservan las galerías occidental y septentrional, está fechado en torno al año 1170. Fue parcialmente demolido, de forma accidental, en 1572 por la demolición del castillo de Zaratambor, que estaba a un lado de la iglesia, por parte de las tropas castellanas en la Conquista de Navarra. Sus capiteles, de primer orden en cuanto a calidad escultórica, acogen manos de distintos artistas que nos muestran la importancia del Camino de Santiago en la difusión de nuevas formas estéticas. Se alternan elementos historiados de la vida de santos (entre ellos, la historia de San Andrés) y de Cristo (Anunciación, Encarnación, Pasión y Resurrección), junto a formas simbólicas de animales (arpías, sirenas aladas, esfinges) y vegetales.

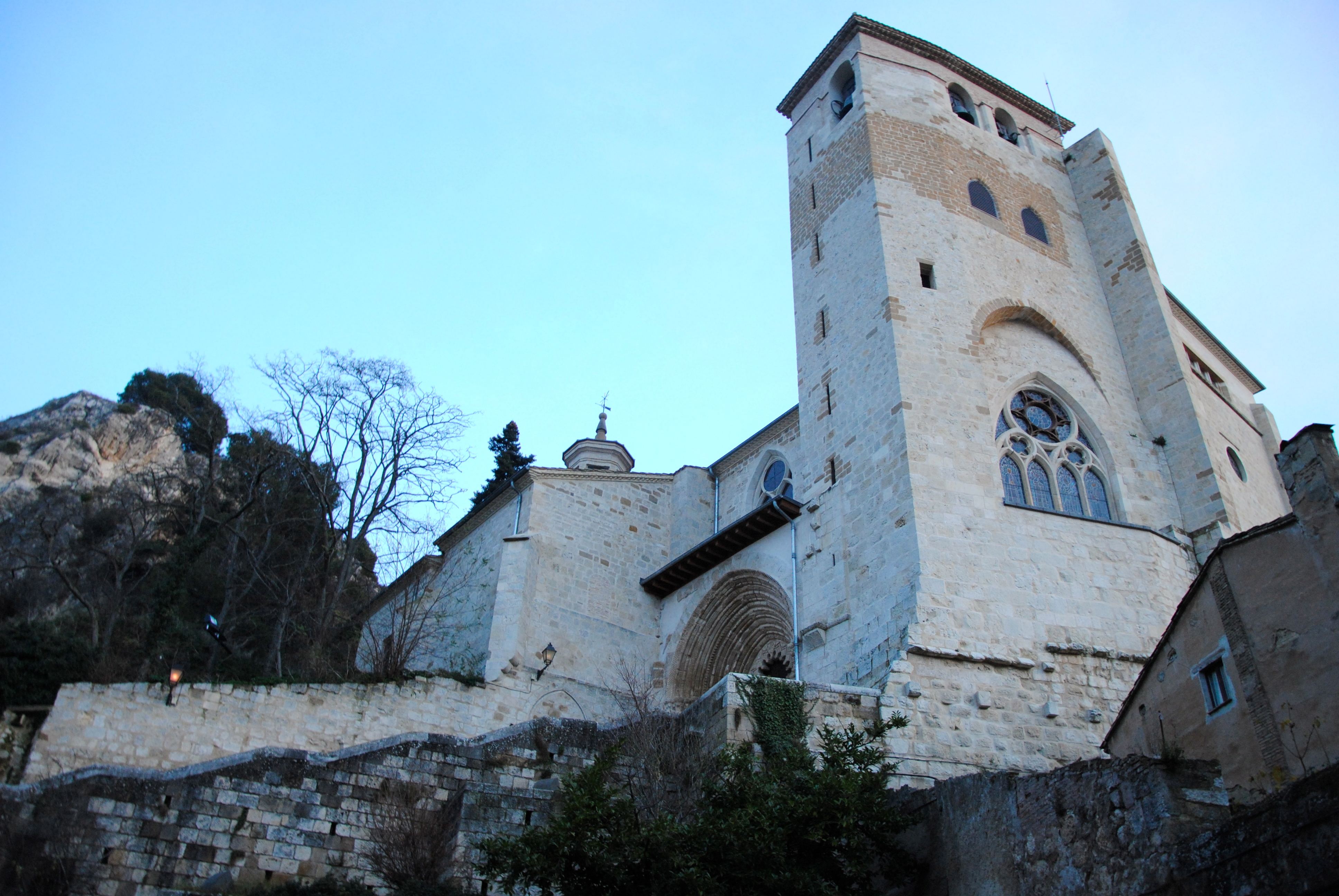
Vista en escorzo
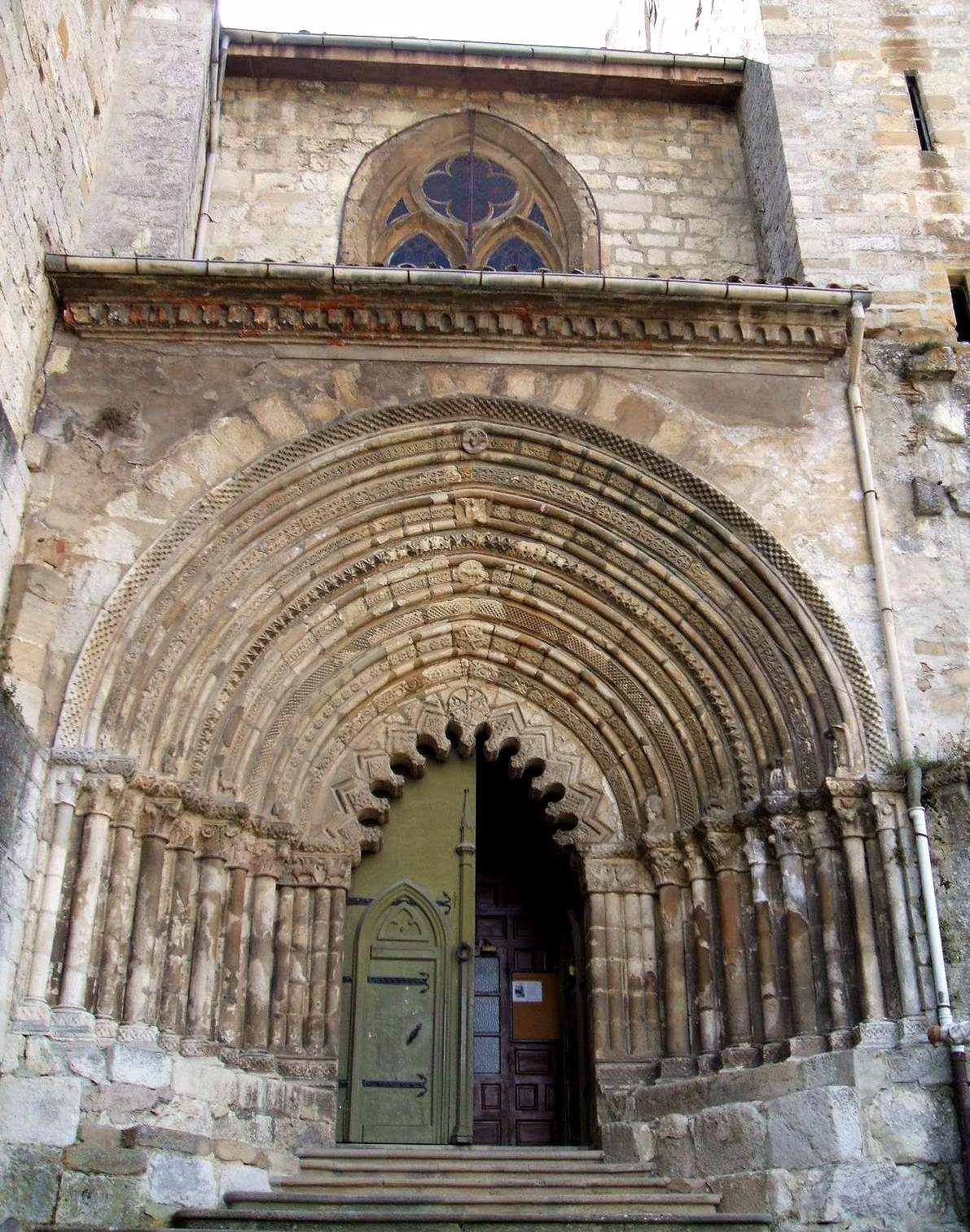
Portada
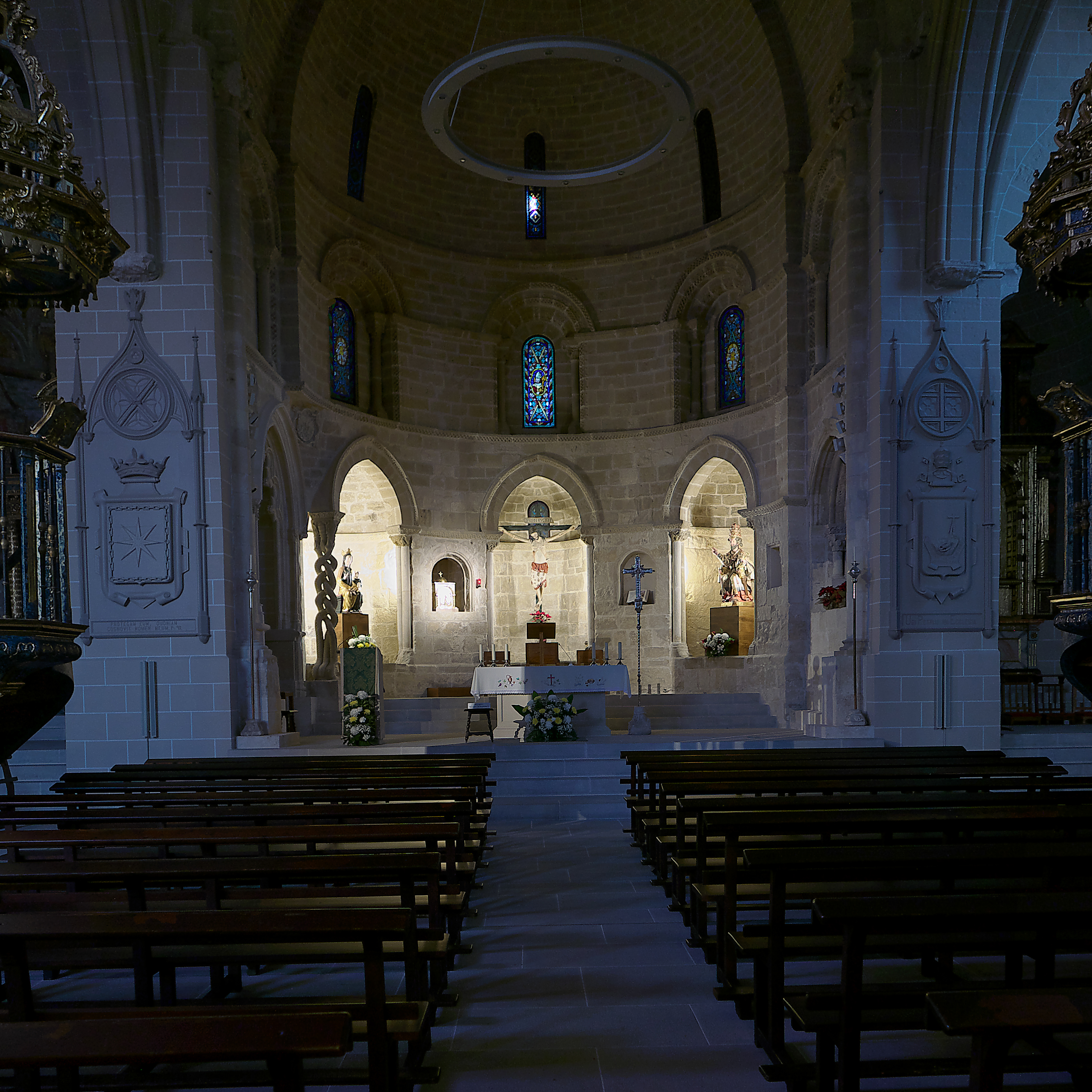
Interior
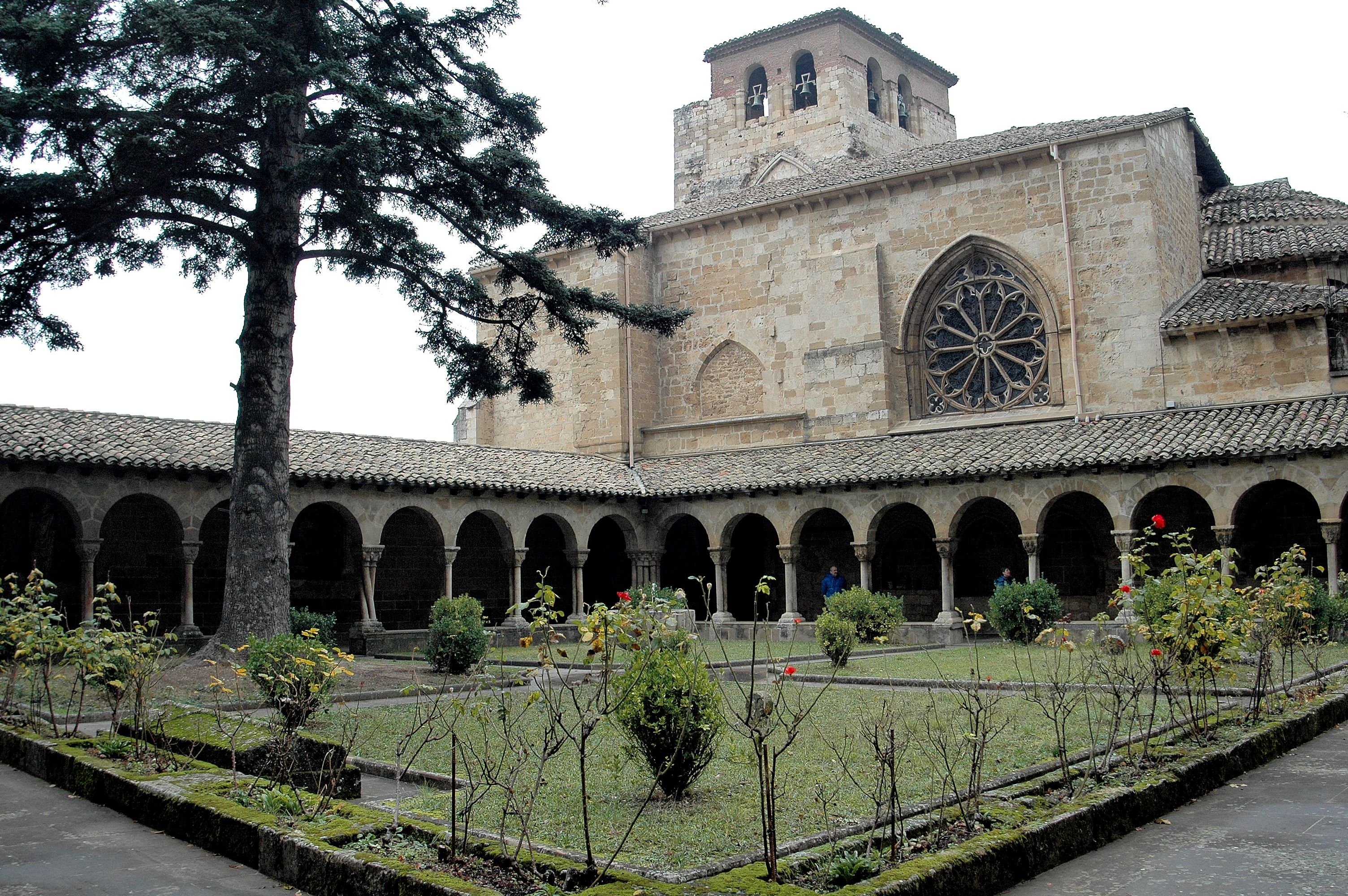
Claustro